# Damian Priest
Luis Martínez (sinh ngày 26 tháng 9 năm 1982) là một đô vật chuyên nghiệp người Puerto Rico hiện đang ký hợp đồng với WWE, biểu diễn tại chương trình Raw với tên võ đài là Damian Priest. Martinez từng một lần vô địch NXT North American Chapionship.
Martinez còn biểu diễn với tên võ đài Punishment Martinez tại Ring of Honor (ROH), nơi anh đã một lần giành ROH World Television Championship. Nhờ quan hệ đối tác của ROH với New Japan Pro-Wrestling, Martinez từng làm việc ở Nhật Bản với tên võ đài Punisher Martinez.

## Thời thơ ấu
Martínez sinh ra tại Thành phố New York có cha mẹ là người Nuyorican, nhưng lớn lên ở đô thị Dorado, Puerto Rico. Khi sống ở Dorado, anh đã xem World Wrestling Council trên truyền hình và muốn trở thành đô vật chuyên nghiệp. Martinez theo học hệ phái karate Gōjū-ryū Nhật Bản từ người cha võ sĩ. Sau khi giành được hai chức vô địch quốc gia võ thuật đối kháng toàn diện, Martínez quyết định dấn thân vào con đường đấu vật chuyên nghiệp. Khi quay trở lại Hoa Kỳ, tiếng Tây Ban Nha vẫn là ngôn ngữ đầu tiên của Martinez và anh vẫn cần một thời gian để thích nghi.

## Trong đấu vật
- Biệt danh
  - "Punisher"
  - "The Punishment"
  - "The Archer of Infamy"
- Đòn đánh
  - The Reckoning/Hit The Lights (Đòn kết liễu)
  - Razor's Edge (Crucifix powerbomb)
  - Broken Arrow (Sitout suplex slam)
  - South of Heaven (Sitout Chokeslam)
  - Jumping corkscrew roundhouse kick
  - Running Curb Stomp
  - Crucifix Powerbomb
  - Big Boot
  - Clothesline
  - Diving Spinning Wheel Kick
  - Foream Smash
  - Lifting Flatliner
  - Falcon Arrow
  - Crucifix Bomb
  - Corkscrew Roundhouse Kick
  - South Of Heaven

## Sự nghiệp đấu vật chuyên nghiệp

### Sự nghiệp ban đầu
Martínez được đào tạo tại Monster Factory rồi giành một số danh hiệu từ Monster Factory Pro Wrestling. Năm 2014, Martínez tham dự trại huấn luyện Ring of Honor (ROH) và tiếp tục được huấn luyện tại võ đường ROH.

### Ring of Honor (2015-2018)
Lần đầu xuất hiện tại một chương trình ROH của Martinez là vào năm 2015 với tên thật Luis Martínez. Anh thi đấu trong hai trận đen tối, thua trận đầu tiên trước The Romantic Touch và cùng Shaheem Ali giành chiến thắng trận thứ hai khi đối đầu với Hellcat và Mattick.
Martínez trở lại Ring Of Honor, được gọi với biệt danh "Punisher Martinez", tại ROH Top Prospect Tournament, nơi anh đánh bại Colby Corino ở vòng đầu tiên. Martínez thua Lio Rush ở vòng bán kết; tuy nhiên, bất chấp trận thua, Martínez vẫn được Ring Of Honor ký hợp đồng. Sau đó, anh trở thành nhân vật phản diện khi hợp tác với BJ Whitmer và Kevin Sullivan, thành lập liên minh đối đầu với Steve Corino. Ngày 16 tháng 9 năm 2016, Martinez tham gia Honor Rumble 2016, có một màn thể hiện ấn tượng trước khi bị loại. Vào đầu tháng 11, anh tham gia Survival of the Fittest (2016), bị loại trong trận cuối cùng tại Six Man Mayhem. Martínez và Whitmer tiếp tục đối đầu với bộ đôi cựu vô địch ROH World Tag Team War Machine (Hanson và Raymond Rowe), đánh bất phân thắng bại trận đầu và thắng trận không luật lệ tiếp theo.